# Walter Ferk
Walter Ferk (* 16. November 1956 in Graz) ist ein ehemaliger Politiker der SPÖ. Er war von 2003 bis 2008 Vizebürgermeister der Landeshauptstadt Graz.

## Biographie
Walter Ferk engagierte sich seit seiner Jugend bei der SPÖ. Er arbeitete bei den Österreichischen Kinderfreunden, dann bei der Sozialistischen Jugend und der Jungen Generation. Seine kommunalpolitische Karriere begann im Jahr 1988, als er unter dem SPÖ-Bürgermeister Alfred Stingl Mitglied des Gemeinderates wurde. Seit 1998 gehörte er als Stadtrat der Stadtregierung an. Zu seinen Agenden zählten unter anderem das Feuerwehr- und das Beamtenwesen. Seit 2001 war er darüber hinaus Vorsitzender der SPÖ Graz und seit 2003 Mitglied der Geschäftsleitung des Österreichischen Städtebundes.
Bei der Gemeinderatswahl in Graz 2003 trat Ferk als Spitzenkandidat der SPÖ für die Nachfolge des langjährigen Bürgermeisters Stingl an. Bei der Wahl verlor die SPÖ jedoch mit 25,9 % deutlich gegen die ÖVP mit 36,1 %. Dessen ungeachtet versuchte Stingl, durch eine linke Koalition mit den Grünen und der überraschend erfolgreichen KPÖ Bürgermeister zu werden, die Verhandlungen scheiterten jedoch. Infolgedessen kam es zu einer Koalition mit der ÖVP, die in Person von Siegfried Nagl den Bürgermeister stellte. Walter Ferk wurde Vizebürgermeister und war für die Magistratsabteilungen BürgerInnenamt, Geriatrische Gesundheitszentren, Umweltamt sowie Katastrophenschutz und Feuerwehr verantwortlich.
Bei der Gemeinderatswahl in Graz 2008 kandidierte Ferk erneut als Spitzenkandidat seiner Partei, erlitt jedoch eine herbe Niederlage, die SPÖ sank auf 19,7 % der Stimmen. Infolge dieses Ergebnisses kündigte Ferk seinen Rückzug aus der Politik an. Sein Nachfolger an der Spitze der Stadtpartei wurde Wolfgang Riedler. Die SPÖ fand sich nun in der Oppositionsrolle wieder – Wahlgewinner Siegfried Nagl vereinbarte eine Koalition mit den Grünen, Lisa Rücker wurde neue Vizebürgermeisterin. Politische Kommentatoren lasteten die Niederlage auch dem Problem an, dass die SPÖ es unter Bürgermeister Stingl verabsäumt hatte, langfristig einen Nachfolger für diesen aufzubauen. Seit der Niederlage 2003 war es zu internen Grabenkämpfen gekommen, aus deren Ende wieder Ferk als Kompromisskandidat hervorgegangen war.
Walter Ferk ist verheiratet mit Dorine, einer gebürtigen Belgierin. Nach Ende seiner politischen Laufbahn war er unter anderem als Geschäftsführer für Jugend am Werk Steiermark tätig.